# Dichiarazione di Lusaka
La Dichiarazione di Lusaka sul razzismo e il pregiudizio razziale è una dichiarazione dei Capi di Stato del Commonwealth delle nazioni riguardante le questioni del razzismo e dell'uguaglianza, che è stata concordata dagli stati membri del Commonwealth delle nazioni e enunciata il 7 agosto 1979 a Lusaka, in Zambia, al termine della quinta riunione dei capi di governo del Commonwealth.
Questa dichiarazione è stata emessa a seguito della Dichiarazione di Singapore del 1971 che ha stabilito la base politica, sociale ed economica delle relazioni tra gli Stati membri del Commonwealth delle nazioni.
Nel comunicato, tre paragrafi sono dedicati al tema dell'uguaglianza e in particolare al tema del razzismo. Questa dichiarazione è stata promossa in seguito alla dichiarazione di indipendenza dello Zimbabwe Rhodesia, il quale ha richiesto il suo adattamento ai principi del Commonwealth delle nazioni.
La prima sezione della dichiarazione include l'uguaglianza davanti alla legge, senza discriminazioni basate su razza, genere, origine, identità nazionale o etnica. La dichiarazione afferma che il rispetto delle differenze tra le culture non può giustificare la discriminazione su base culturale. In tal modo, la dichiarazione sottolinea che la politica di apartheid del Sudafrica è una vergogna per l'umanità, ed è dovere del Commonwealth delle nazioni portare alla fine di questa politica di discriminazione.
Oltre a rimarcare il principio di uguaglianza e rispetto per i diversi popoli e razze, la dichiarazione sottolinea inoltre il rispetto e la parità dei diritti per le comunità di immigrati.